# جون إرين
جون إرين (بالإنجليزية: John Eren)‏ هو نقابي وسياسي أسترالي وتركي، ولد في 15 مارس 1964 في إزمير في تركيا. حزبياً، نشط في حزب العمل الأسترالي (فرع فكتوريا) ‏. وقد انتخب عضو المجلس التشريعي الفيكتوري عن دائرة Geelong Province ‏ (30 نوفمبر 2002 – 24 نوفمبر 2006) وانتخب عضو الجمعية التشريعية فيكتوريا عن دائرة لارا ‏ (25 نوفمبر 2006 – ).